# 宽城镇
宽城镇，是中华人民共和国河北省承德市宽城满族自治县下辖的一个乡镇级行政单位。区域面积172.53平方千米。

## 行政区划
宽城镇下辖以下地区：
北街社区、中街社区、西街社区、缸窑沟社区、河西社区、北街村、中街村、西街村、罗家沟村、山后村、张杖子村、唐杖子村、下河西村、于杖子村、洪杖子村、小前坡峪村、西梁村、大前坡峪村、霍家店村、下坎子村、大马沟村、上河西村、沟门村、沟里村、陆庄子村、北局子村、东冰窖村、三异井村、蒋杖子村和九虎岭村。